# Francisco Javier Vales Faílde
Francisco Javier Vales Faílde (Rodeiro, 1872-Madrid, 1923) fue un religioso y escritor español.

## Biografía
Nació el 7 de diciembre de 1872 en el concejo gallego de Rodeiro. Fue auditor del Tribunal de la Rota. Publicó títulos como Rosalía de Castro (Madrid, 1906), El autor de la Salve, S. Pedro Mezonzo (Madrid, 1907), Ernestina Manuel de Villena (1908), Un sociólogo purpurado (1909) y La emperatriz Isabel (1918). Falleció el 30 de marzo de 1923 en Madrid al suicidarse cortándose el cuello con una navaja de afeitar.